# Landtagswahl in Rheinland-Pfalz 2011
- SPD: 42
- Grüne: 18
- CDU: 41

- Regierung: 60
- Opposition: 41

Die Landtagswahl in Rheinland-Pfalz 2011 war die 16. Wahl zum rheinland-pfälzischen Landtag und fand am 27. März 2011 statt. Die Wahl fand gleichzeitig mit der Landtagswahl in Baden-Württemberg und den Kommunalwahlen in Hessen und eine Woche nach der Landtagswahl in Sachsen-Anhalt statt. Am gleichen Tag wurden die Oberbürgermeister von Pirmasens und Worms und die Landräte des Rhein-Lahn-Kreises und des Landkreises Bernkastel-Wittlich neu gewählt.
Bei einer Wahlbeteiligung von 61,8 % (+3,6 Prozentpunkte gegenüber 2006) erreichten die SPD 35,7 %, die CDU 35,2 % und die Grünen 15,4 %. Alle weiteren Parteien verpassten den Einzug in den Landtag. SPD und Grüne bildeten nach dieser Wahl eine Koalition unter dem bereits seit 1994 regierenden Ministerpräsidenten Kurt Beck (SPD).

## Ausgangslage
Bei der Landtagswahl am 26. März 2006 gelang es der SPD, mit einem Ergebnis von fast 800.000 Landesstimmen (45,6 %) bei 3.075.577 Wahlberechtigten die absolute Mehrheit im Landtag zu erhalten. Neben der SPD (53 Sitze) waren CDU (38 Sitze) und FDP (10 Sitze) vertreten. Die Grünen verpassten mit 4,6 % den Einzug in den Landtag. Fünftstärkste Kraft im Land war die WASG mit 2,6 %. Dass nur drei Parteien in den Landtag einzogen und ein hoher Stimmenanteil auf Parteien entfiel, die die 5-Prozent-Hürde nicht überwanden, führte dazu, dass die SPD mit 45,6 % der Stimmen 52,5 % der Sitze erreichte. Selbst von Seiten der SPD wurde das Wahlergebnis als außergewöhnlich gewertet, so dass man nicht damit rechnete, ein solches Ergebnis halten zu können. Diese Einschätzung resultierte weiterhin aus dem Bundestrend der Partei, wenngleich die Ergebnisse zwischen Bundestags- und Europawahlen einerseits und Landtagswahlen andererseits bei den letzten Wahlen stets weit auseinander lagen.
Bei der Bundestagswahl 2009 verlor die SPD in Rheinland-Pfalz gegenüber dem Ergebnis der Bundestagswahl 2005 mehr als 300.000 Wählerstimmen. Die CDU erreichte damals  in Rheinland-Pfalz 35 % und lag damit deutlich vor der SPD (23,8 %). Ebenfalls mehr als 5 % erhielten FDP (16,6 %), Grüne (9,7 %) und die Linke (9,4 %), deren Landesverband als Nachfolger der WASG im Jahr 2011 zum ersten Mal an einer Landtagswahl teilnahm. Stärkste Partei unter 5 % waren bei der Bundestagswahl 2009 die Piraten (1,9 %), die 2011 zum ersten Mal zur Landtagswahl in Rheinland-Pfalz antraten.
Umfragewerte ließen erwarten, dass die SPD bei der Landtagswahl 2011 ihre absolute Mehrheit verlieren würde; auch ein Verlust der relativen Mehrheit war nicht ausgeschlossen (Umfragewerte unten).

## Parteien

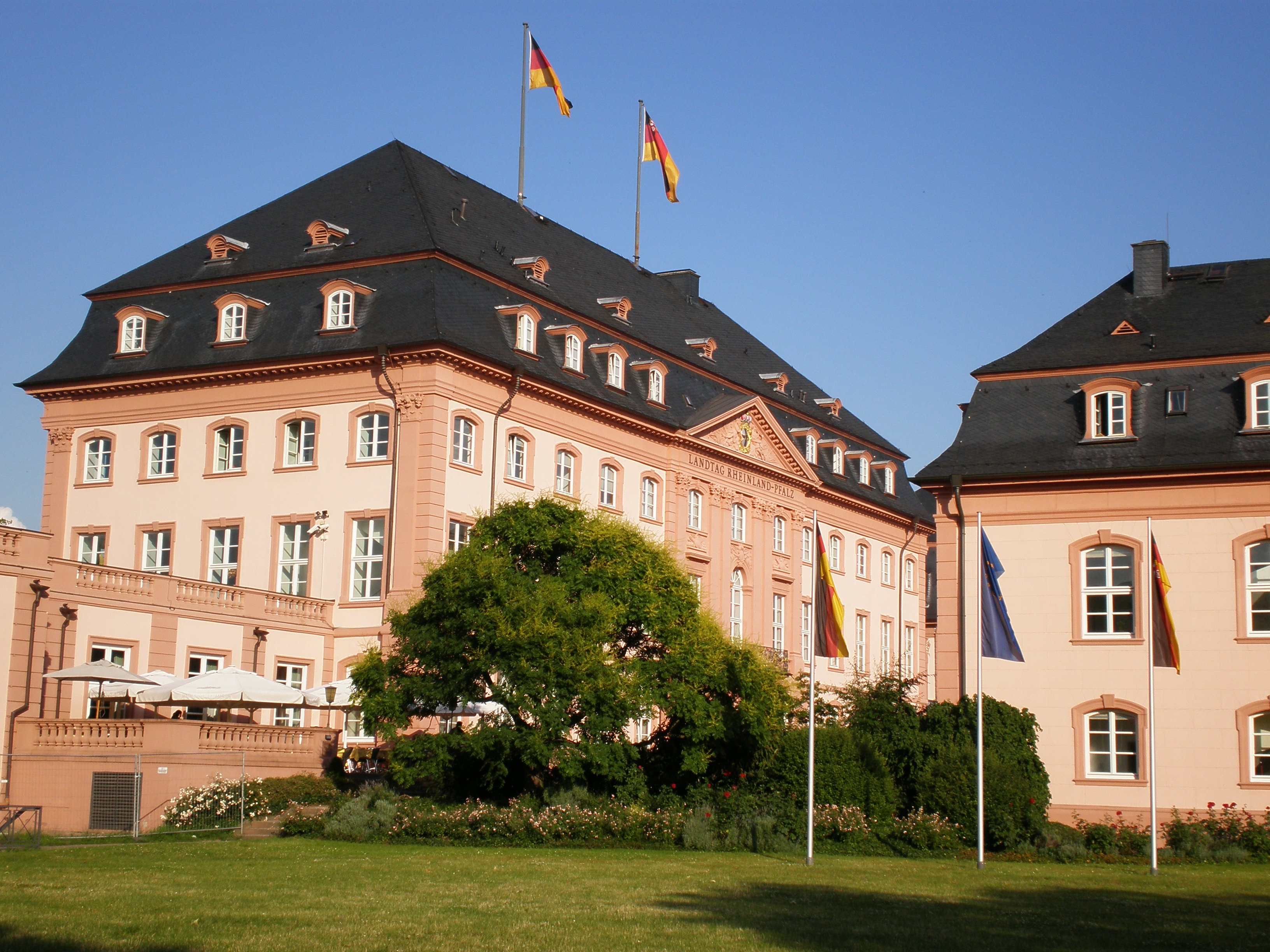
Landtag von Rheinland-Pfalz im Deutschhaus der Landeshauptstadt Mainz

Folgende Parteien wurden mit ihren Listen zur Landtagswahl zugelassen (Spitzenkandidaten in Klammern, Nummerierung auf dem Stimmzettel):
1. SPD (Ministerpräsident Kurt Beck)
2. CDU (Julia Klöckner)
3. FDP (Herbert Mertin)
4. Grüne (Eveline Lemke und Daniel Köbler)
5. Die Linke (Robert Drumm und Tanja Krauth)
6. REP (Norbert Hauck)
7. NPD (Dörthe Armstroff)
8. ödp (Rainer Hilgert)
9. ddp (Hans-Joachim Selzer)
10. BüSo (Barbara Spahn)
11. Freie Wähler (Manfred Petry)
12. PIRATEN (Angelo Veltens und Antje Krause)

Dabei traten FDP und Freie Wähler mit vier Bezirkslisten, die übrigen Parteien mit Landeslisten an.
Fünf Parteien wurden vom Landeswahlausschuss wegen fehlender Unterstützungsunterschriften nicht zugelassen oder hatten ihre offiziell angekündigten Listen zurückgezogen: die Partei Bibeltreuer Christen, Die Violetten, die  Rentner Partei Deutschland, die Sarazzistische Partei – für Volksentscheide und die Tierschutzpartei.

### Wahlkampf

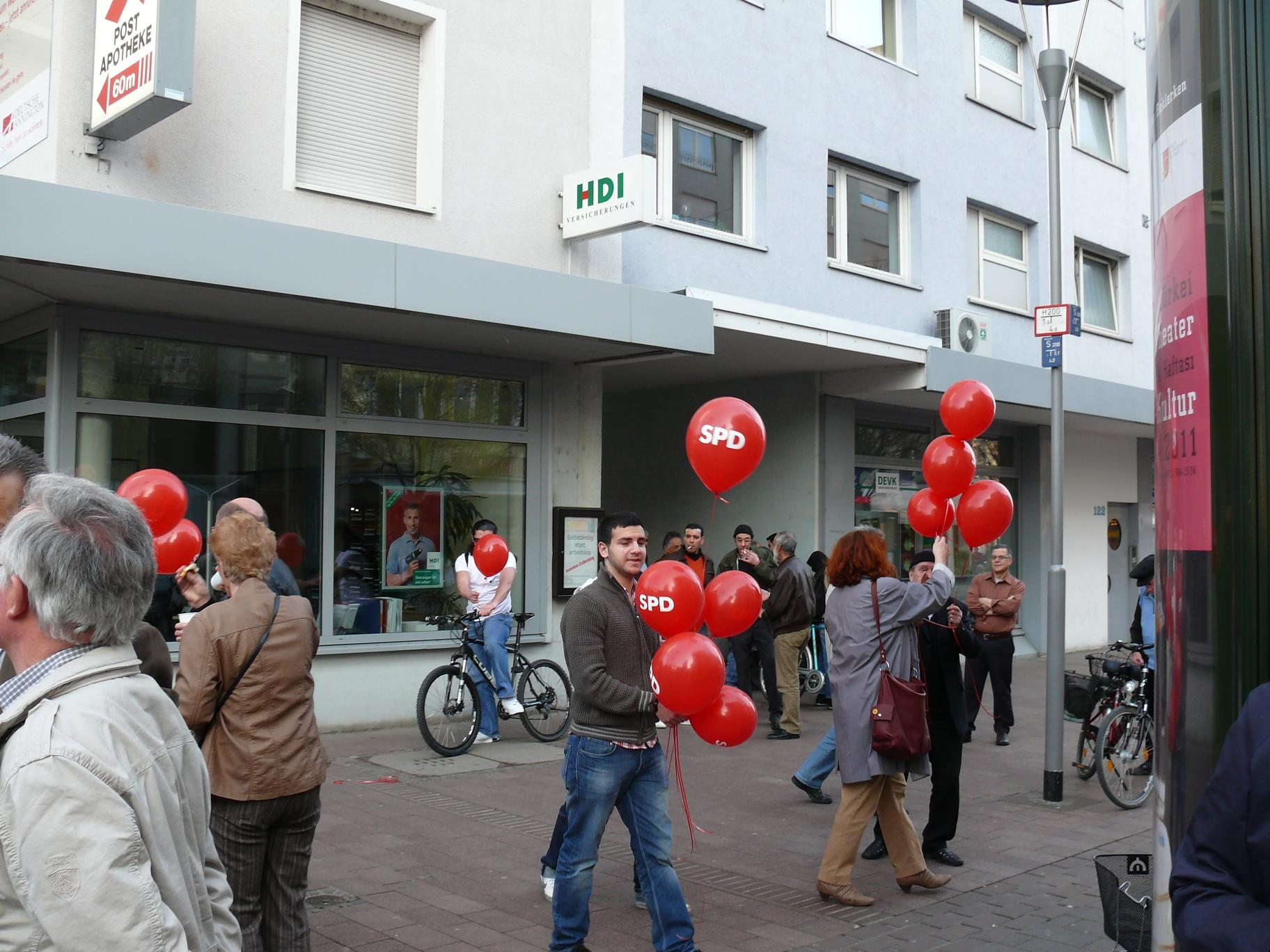
Straßenwahlkampf in Ludwigshafen

Dem CDU-Spitzenkandidaten bei der Landtagswahl 2006, Christoph Böhr, wird seit Ende 2008 vorgeworfen, den damaligen Wahlkampf zum Teil aus Steuergeldern finanziert und damit gegen die Regeln der Parteienfinanzierung verstoßen zu haben. CDU-Spitzenkandidatin Julia Klöckner betonte, dass Böhr sie „hinters Licht geführt“ habe und dass sie die Höchststrafe durch den Bundestagspräsidenten für ihren Landesverband wünsche. Ein Untersuchungsausschuss des Landtags hat das Finanzverhalten der CDU zum Thema, ein weiterer setzt sich mit der Rolle der amtierenden SPD-Landesregierung bei der Finanzierung des Freizeitparks am Nürburgring auseinander.
Der Vorsitzende der NPD im Westerwaldkreis räumte ein, 32 Unterstützungsunterschriften gefälscht zu haben. Die Wahlkreiskandidatur wurde dadurch ungültig. Einen gültigen Antrag reichte die Partei nicht mehr ein. Die Landesliste war davon nicht betroffen.
Am Abend des 16. März 2011 fand erstmals in Rheinland-Pfalz ein Fernsehduell zwischen den Spitzenkandidaten der Volksparteien, Kurt Beck und Julia Klöckner, statt. Es wurde vom SWR übertragen.

## Wahlsystem

Wahlkreise in Rheinland-Pfalz mit Gewinnern der Direktmandate. Rot = SPD ; Grau = CDU

Wie bei der Bundestagswahl hat jeder Wähler zwei Stimmen. Die Erststimme, mit der ein Direktkandidat gewählt wird, heißt Wahlkreisstimme. Mit der Zweitstimme, die hier Landesstimme genannt wird, wird eine Partei oder Wählervereinigung gewählt und diese ist maßgeblich für die Sitzzuteilung im Landtag.

### Sitzzuteilung
Berücksichtigt werden bei der Sitzzuteilung nur diejenigen Parteien, die mindestens 5 % der Landesstimmen erhalten. Eine Grundmandatsklausel wie zur Bundestagswahl gibt es nicht. Die Anzahl der Sitze beträgt grundsätzlich 101, wobei die Sitze, welche von Direktkandidaten eingenommen werden, deren Partei an der Fünf-Prozent-Hürde gescheitert ist, beispielsweise auch wegen Nicht-Teilnahme oder Nicht-Zulassung, oder die parteilos angetreten sind, von der Gesamtzahl abgezogen werden. 51 Sitze werden durch Direktmandate besetzt. Erhält eine Partei mehr Direktmandate als ihr Sitze anhand der Verhältniswahl zustehen, erhalten die anderen Parteien Ausgleichsmandate. Dadurch erhöht sich ggf. die Gesamtzahl der Sitze.
Für die Verteilung der Sitze auf die Landes- und Bezirkslisten wurde statt des bisherigen Proportionalverfahrens nach Hare/Niemeyer erstmals zur Landtagswahl 2011 das Divisorverfahren mit Standardrundung nach Sainte-Laguë/Schepers eingeführt.

## Umfragen vor der Wahl

### Parteien
Mehrere Meinungsforschungsinstitute führten im Vorfeld der Landtagswahl repräsentative Wahlabsichtsbefragungen durch.
| Institut                | Datum      | SPD  | CDU  | FDP | GRÜNE | LINKE | Sonstige |
| ----------------------- | ---------- | ---- | ---- | --- | ----- | ----- | -------- |
| Emnid                   | 25.03.2011 | 38 % | 35 % | 5 % | 13 %  | 4 %   | 5 %      |
| Forschungsgruppe Wahlen | 18.03.2011 | 37 % | 35 % | 5 % | 13 %  | 4 %   | 6 %      |
| Infratest dimap         | 17.03.2011 | 36 % | 36 % | 5 % | 13 %  | 4 %   | 6 %      |
| Psephos                 | 15.03.2011 | 40 % | 35 % | 5 % | 10 %  | 4 %   | 6 % (*)  |
| Emnid                   | 20.02.2011 | 38 % | 35 % | 5 % | 12 %  | 5 %   | 5 %      |
| Infratest dimap         | 17.02.2011 | 38 % | 36 % | 5 % | 12 %  | 4 %   | 5 %      |
| Emnid                   | 06.02.2011 | 38 % | 36 % | 4 % | 13 %  | 5 %   | 4 %      |
| Forschungsgruppe Wahlen | 04.02.2011 | 37 % | 35 % | 5 % | 13 %  | 4 %   | 6 %      |
| Infratest dimap         | 27.01.2011 | 37 % | 37 % | 5 % | 13 %  | 5 %   | 3 %      |
| Emnid                   | 19.12.2010 | 39 % | 37 % | 4 % | 11 %  | 4 %   | 5 %      |
| Infratest dimap         | 09.12.2010 | 35 % | 35 % | 5 % | 16 %  | 5 %   | 4 %      |
| Infratest dimap         | 23.09.2010 | 36 % | 34 % | 4 % | 16 %  | 5 %   | 5 %      |
| Psephos                 | 16.09.2010 | 42 % | 34 % | 6 % | 08 %  | 5 %   | 5 %      |
| Infratest dimap         | 22.04.2010 | 35 % | 37 % | 8 % | 11 %  | 5 %   | 4 %      |

(*) darunter 2 % Rechte, 1 % Freie Wähler

### Kandidaten

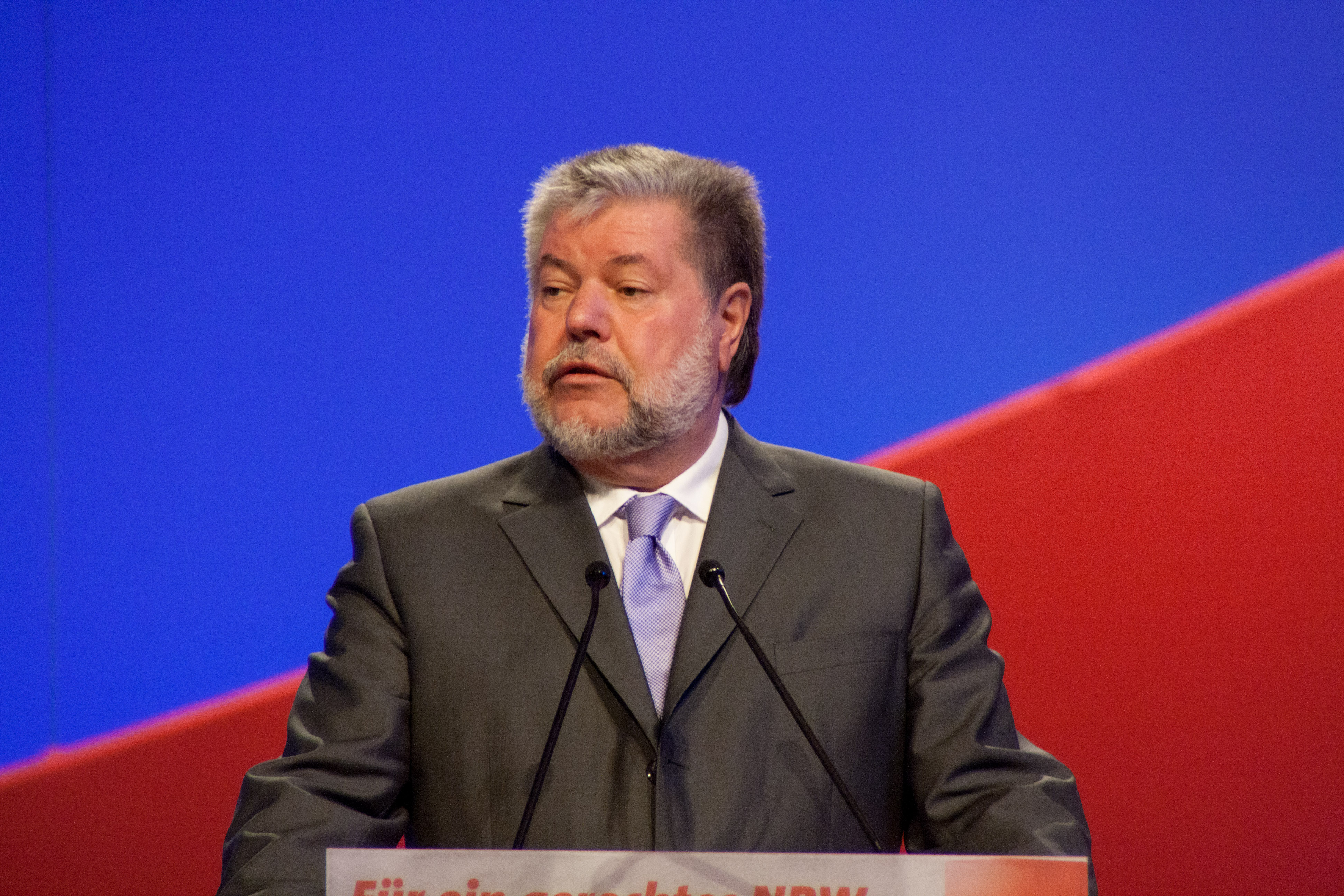
Kurt Beck, 2010

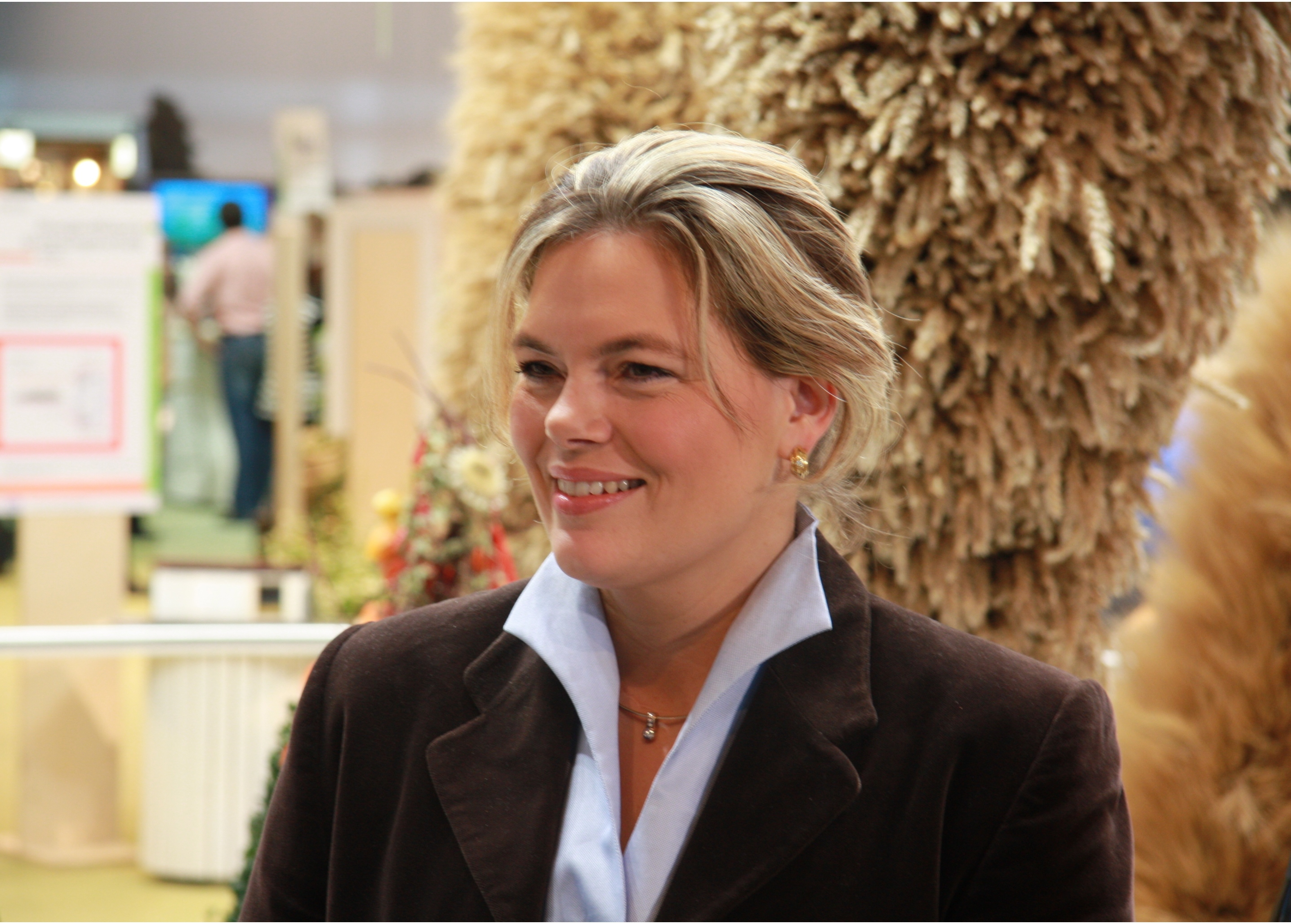
Julia Klöckner, 2010

Auf die Frage, wen die Rheinland-Pfälzer direkt zum Ministerpräsidenten bzw. zur Ministerpräsidentin wählen würden, antworteten die Befragten wie folgt:
| Institut                | Datum      | Beck (SPD) | Klöckner (CDU) | andere(r) | weiß nicht |
| ----------------------- | ---------- | ---------- | -------------- | --------- | ---------- |
| Forschungsgruppe Wahlen | 27.03.2011 | 52 %       | 35 %           | ?         | ?          |
| Infratest dimap         | 27.03.2011 | 57 %       | 35 %           | ?         | ?          |
| Infratest dimap         | 10.03.2011 | 49 %       | 33 %           | 8 %       | –          |
| Forschungsgruppe Wahlen | 04.02.2011 | 48 %       | 35 %           | –         | 17 %       |
| Infratest dimap         | 27.01.2011 | 50 %       | 34 %           | 16 %      | –          |
| Infratest dimap         | 09.12.2010 | 53 %       | 32 %           | 15 %      | –          |
| Infratest dimap         | 23.09.2010 | 54 %       | 32 %           | 14 %      | –          |
| Psephos                 | 22.06.2010 | 55 %       | 25 %           | 20 %      | –          |
| Infratest dimap         | 22.04.2010 | 53 %       | 34 %           | 13 %      | –          |

### Wunschkoalition
In den Umfragen wurde auch die Frage nach der präferierten Regierungskoalition gestellt.
| Institut        | Datum      | rot-grün | SPD  | schwarz-gelb | rot-gelb | Große Koalition |
| --------------- | ---------- | -------- | ---- | ------------ | -------- | --------------- |
| Infratest dimap | 10.03.2011 | 17 %     | –    | 14 %         | 5 %      | 8 %             |
| Infratest dimap | 17.02.2011 | 22 %     | –    | 14 %         | 4 %      | 11 %            |
| Infratest dimap | 27.01.2011 | 22 %     | 9 %  | 11 %         | 3 %      | –               |
| Infratest dimap | 23.09.2010 | 24 %     | 12 % | 10 %         | 4 %      | –               |
| Infratest dimap | 22.04.2010 | 18 %     | 13 % | 14 %         | 6 %      | –               |

## Ergebnis
Die SPD verlor mit fast 10 Prozentpunkten gegenüber 2006 noch um einiges mehr als prognostiziert, die CDU gewann leicht hinzu und zog  mit der SPD nahezu gleich. Die Grünen konnten ihr Ergebnis von 2006 mehr als verdreifachen, während die FDP knapp an der Fünf-Prozent-Hürde scheiterte. Die Linke verpasste den Einzug in den Landtag deutlich.
Nach dem amtlichen Ergebnis verteilen sich die Stimmen wie folgt auf die Parteien:
| Listen                       | Listen            | Wahlkreisstimmen | Wahlkreisstimmen | Wahlkreisstimmen | Wahlkreisstimmen | Landesstimmen | Landesstimmen | Landesstimmen | Landesstimmen | Mandate | Mandate |
| Listen                       | Listen            | Stimmen          | %                | +/-              | Mandate          | Stimmen       | %             | +/-           | Mandate       | Anzahl  | +/-     |
| ---------------------------- | ----------------- | ---------------- | ---------------- | ---------------- | ---------------- | ------------- | ------------- | ------------- | ------------- | ------- | ------- |
|                              | SPD               | 699.572          | 37,7             | –5,6             | 23               | 666.817       | 35,7          | –9,9          | 19            | 42      | –11     |
|                              | CDU               | 684.065          | 36,9             | –1,7             | 28               | 658.474       | 35,2          | +2,5          | 13            | 41      | +3      |
|                              | Grüne             | 263.703          | 14,2             | +9,2             | –                | 288.489       | 15,4          | +10,8         | 18            | 18      | +18     |
|                              | FDP               | 82.340           | 4,4              | –3,3             | –                | 79.343        | 4,2           | –3,8          | –             | –       | –10     |
|                              | Die Linke         | 60.044           | 3,2              | N/A              | –                | 56.054        | 3,0           | N/A           | –             | –       | –       |
|                              | Freie Wähler      | 35.360           | 1,9              | N/A              | –                | 43.348        | 2,3           | N/A           | –             | –       | –       |
|                              | PIRATEN           | 8.806            | 0,5              | N/A              | –                | 29.319        | 1,6           | N/A           | –             | –       | –       |
|                              | NPD               | 7.282            | 0,4              | +0,4             | –                | 20.586        | 1,1           | –0,1          | –             | –       | –       |
|                              | REP               | 7.646            | 0,4              | –0,8             | –                | 15.600        | 0,8           | –0,9          | –             | –       | –       |
|                              | ödp               | 4.706            | 0,3              | –0,1             | –                | 6.997         | 0,4           | +0,2          | –             | –       | –       |
|                              | ddp               | –                | –                | N/A              | –                | 1.656         | 0,1           | N/A           | –             | –       | –       |
|                              | BüSo              | 183              | 0,0              | N/A              | –                | 1.504         | 0,1           | N/A           | –             | –       | –       |
|                              | PBC               | 279              | 0,0              | –0,1             | –                | –             | –             | –0,3          | –             | –       | –       |
|                              | Einzelbewerber    | 1.150            | 0,1              | ±0,0             | –                | –             | –             | –             | –             | –       | –       |
| Gesamt                       | Gesamt            | 1.855.136        | 100              |                  | 51               | 1.868.187     | 100           |               | 50            | 101     | –       |
|                              |                   |                  |                  |                  |                  |               |               |               |               |         |         |
| Ungültige Stimmen            | Ungültige Stimmen | 53.598           | 2,8              | –0,5             |                  | 40.547        | 2,1           | ±0,0          |               |         |         |
| Wähler                       | Wähler            | 1.908.734        | 61,8             | +3,6             |                  | 1.908.734     | 61,8          | +3,6          |               |         |         |
| Wahlberechtigte              | Wahlberechtigte   | 3.088.199        |                  |                  |                  | 3.088.199     |               |               |               |         |         |
|                              |                   |                  |                  |                  |                  |               |               |               |               |         |         |
| Quelle: Der Landeswahlleiter |                   |                  |                  |                  |                  |               |               |               |               |         |         |

## Wahlanalyse
Auf den ersten Blick wurde die Wahl von landespolitischen Themen geprägt, wie die Forschungsgruppe Wahlen bei Umfragen herausgefunden hat: Bildung und Arbeitslosigkeit wurden mit 29 Prozent bzw. 21 Prozent als zentrale Problemfelder des Landes genannt. Atompolitik nannten nur 19 Prozent als wichtiges Aufgabenfeld, im Gegensatz zu den Befragten des Nachbarlandes Baden-Württemberg, in dem 41 Prozent das Thema als wichtig für die dort zeitgleich stattfindende Landtagswahl bezeichneten. Dennoch darf der Einfluss der bundesweiten atompolitischen Debatte auf die Landtagswahl nicht unterschätzt werden: Für 51 Prozent der Befragten war die Atompolitik letztlich ein wahlentscheidendes Thema.
Diese Erkenntnis deckt sich mit den Ergebnissen einer Umfrage von Infratest dimap: Für 38 Prozent war die Umwelt-/Energiepolitik das wahlentscheidende Thema, knapp vor der Wirtschaftspolitik (32 Prozent) und der Bildungspolitik (26 Prozent). Soziale Gerechtigkeit war für 25 Prozent entscheidendes Thema.
Insbesondere bei Wählern der Grünen und der SPD rangierte das Thema „Umwelt- und Energiepolitik“ mit 84 bzw. 37 Prozent vor den anderen Themen soziale Gerechtigkeit, Bildung und Wirtschaftspolitik. Bei CDU- und FDP-Wählern hingegen dominierte die Wirtschaftspolitik die Wahl mit 43 bzw. 60 Prozent. Dies geht einher mit der Tatsache, dass sich insbesondere bei der FDP diejenigen Wähler abgewandt haben, die sich nicht mit der Atompolitik der Partei identifizieren konnten: Die zahlreichen FDP-Abwanderer nannten hauptsächlich die Energie- und Umweltpolitik als Grund für ihren Wechsel zu einer anderen Partei.
Bei den fünf großen Parteien war nur bei den Wählern der Linkspartei die Frage nach der sozialen Gerechtigkeit wahlentscheidend.
Die meisten Wähler allerdings ließen sich dennoch nicht von der damals wiederkehrenden Atomdebatte beeinflussen: 32 Prozent der Wähler, und damit die größte Gruppe, gaben an, dass ihre Wahlentscheidung bereits „vor längerer Zeit“ gefallen sei. 15 Prozent gaben an, dass sie sowieso immer dieselbe Partei wählen.

### Wähler nach Tätigkeit
| Altersgruppe   | SPD  | CDU  | FDP | GRÜNE | LINKE |
| -------------- | ---- | ---- | --- | ----- | ----- |
| Arbeiter       | 44 % | 27 % | 3 % | 12 %  | 5 %   |
| Angestellte    | 34 % | 31 % | 4 % | 20 %  | 3 %   |
| Selbstständige | 20 % | 42 % | 9 % | 18 %  | 4 %   |
| Rentner        | 40 % | 44 % | 4 % | 8 %   | 2 %   |
| Arbeitslose    | 37 % | 33 % | 2 % | 9 %   | 13 %  |

## Wahl-O-Mat
Zur Landtagswahl wurde ein Wahl-O-Mat geschaltet. Er wurde etwa 307.000-mal genutzt.

## Regierungsbildung
| Koalitionsoption               | Sitze |
| ------------------------------ | ----- |
| Zweidrittelmehrheit (67 Sitze) |       |
| SPD, CDU                       | 83    |
| Absolute Mehrheit (51 Sitze)   |       |
| SPD, Grüne                     | 60    |
| CDU, Grüne                     | 59    |

Da Ministerpräsident Beck einer Koalition mit der CDU eine Absage erteilte, waren eine rot-grüne und eine schwarz-grüne Koalition möglich. Der Parteirat der Grünen beschloss am Tag nach der Wahl, in Gesprächen mit der SPD Perspektiven für Koalitionsverhandlungen auszuloten, aber auch ein Gesprächsangebot der CDU anzunehmen.
SPD und Grüne bildeten nach dieser Wahl eine Koalition unter dem bereits seit 1994 regierenden Ministerpräsidenten Kurt Beck (SPD).